# Fußband

Fachwerk-Fachbegriffe: 1 Eckständer, 2 Strebe, 3 Rähm, 4 Ständer, 5 Kopfwinkelholz, 6 Kopfband, 7 Gegenstrebe, 8 Strebe, 9 Riegel, 10 Sturzriegel, 11 Brüstungsriegel, 12 Andreaskreuz, 13 Schwelle, 14 Fußwinkelholz, 15 Fußband, 16 Schwellriegel

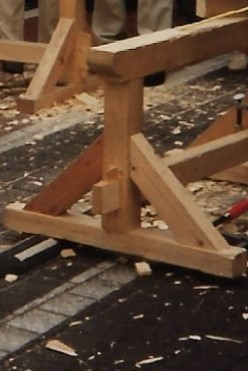
Fußbänder an einem Arbeitsbock von Zimmerleuten

Ein Fußband ist im Holzfachwerk – ähnlich wie ein Kopfband – eine schräge Verbindung, die zur baustatischen Aussteifung zwischen einem Ständer und einer Schwelle  eingesetzt wird.

## Beschreibung
Das Fußband sitzt beim Ständer unten auf einer Schwelle; im Gegensatz dazu sitzt ein Kopfband oben unter einem Rähm oder unter einer Firstpfette. Fußbänder werden seltener eingesetzt als Kopfbänder.
Wird statt des Bandes ein dreieckiges Holz eingesetzt, so heißt dieses Fußwinkelholz. Fußwinkelhölzer dienen zumeist als Fassaden-Schmuckelement.